# Исчезание
«Исчезание» (фр. La Disparition) — французский липограмматический роман Жоржа Пере́ка, написанный в 1969 году. В тексте объёмом более 300 страниц ни разу не встречается буква Е — самая частая во французском языке.
Помимо собственно буквы Е в романе отсутствует вторая часть из шести (Е — вторая из шести французских гласных) и пятая глава из 26 (Е — пятая буква французского алфавита). Исчезновение присутствует и на других уровнях произведения: на протяжении действия умирают и исчезают персонажи (так что формально роман является детективным) и предметы, в романе присутствуют символы пустоты (например, белый цвет, являющийся отсутствием цвета). Однако при отсутствии самой буквы Е в тексте постоянно употребляются её символы (число 5, тот же белый цвет: «А — чёрный; белый — Е; И — красный; У — зелёный…» (А. Рембо)), встречаются аллюзии на её графическую форму и т. д.
Исследователи, отметив эквивалентность французской Е букве «hé» в иврите, видят в идее романа больше, чем языковую игру: «За экстравагантностью липограмматического романа, за „судорогами языка“ скрывались пережитые автором подлинные исчезновение и боль. Заговорил тот, чья мать исчезла в печах Освенцима. А исчезновение буквы „е“ для самого автора оказалось судьбоносным: в еврейской традиции эта буква воплощала „принцип жизненного дыхания“. И Перек это не просто знал, но сознательно использовал».
Роман переведён на несколько европейских языков, при этом большинство переводчиков также не используют в текстах букву Е, а испанцы (El Secuestro, переводчики Марк Парейре, Hermes Salceda, Regina Vega, 1997) отказались от буквы A. На русский язык произведение было переведено Валерием Кисловым под названием «Исчезание» (изд. Ивана Лимбаха, 2005) — исчезла самая распространённая в русском языке буква О.